# Sågargatan

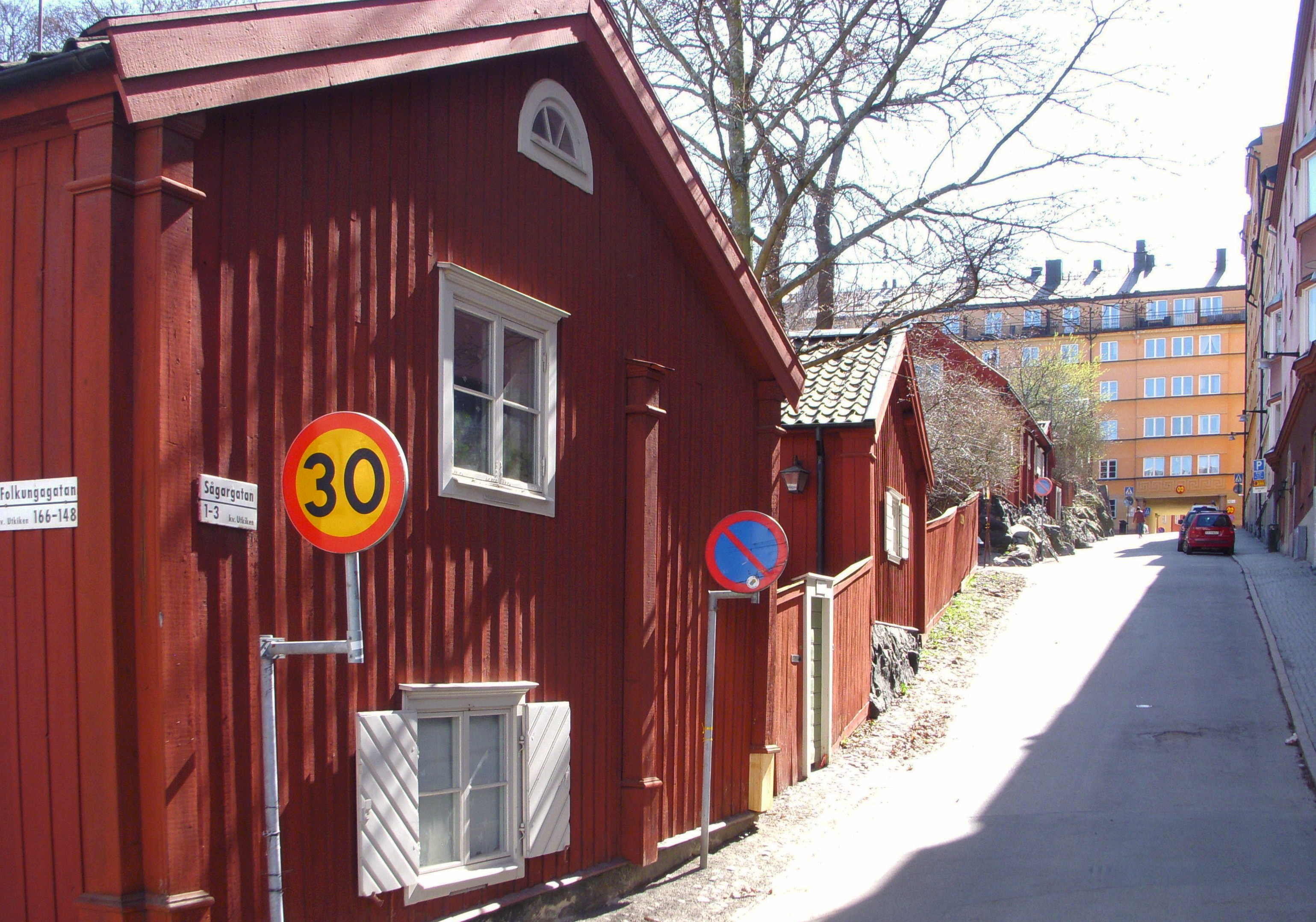
Sågargatan söderut från Folkungagatan.

Sågargatan är en gata på östra Södermalm i Stockholm. Gatan ligger på Åsöberget och sträcker sig mellan Folkungagatan i norr och Bondegatan i söder. Ett kort avbrott finns vid Åsögatan där gatan leds genom en portik. Sågargatan fick sitt nuvarande namn i samband med den stora gatunamnsrevisionen 1885.

## Historik

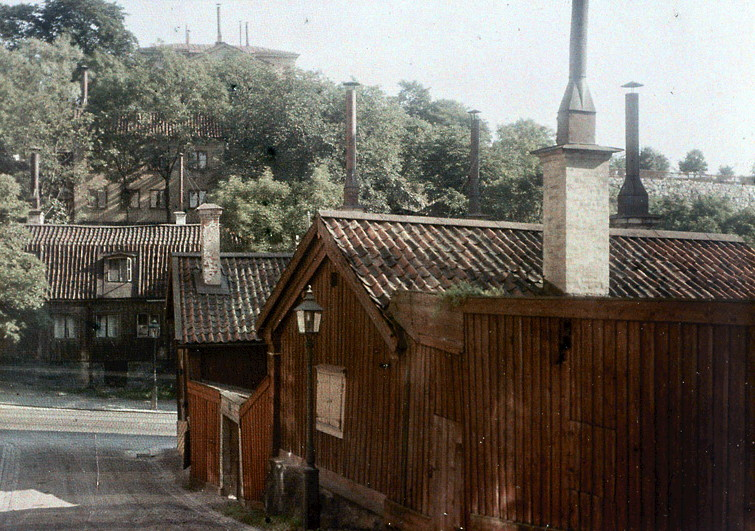
Gatan norrut mot Folkungagatan, färgfotografi taget av Gustaf W:son Cronquist, den 31 juli 1927.

Gatuavsnittet mellan nuvarande Åsögatan och Folkungagatan omnämns 1781 som Gränd – Sågare Backen kallad. Från och med 1806 kallas den Sågare Gränden och behöll detta namn fram till gatunamnsrevisionen 1885. Anledning till namnet är troligen sågare som sågade plank och stockar för skeppsbyggen vid närbelägna Södra varvet. Flera av dem var bosatta i kvarteren runtomkring på Åsöberget. Även parallellgatan Skeppargränd, vars tidigare namn var Lilla Sågarebacken, har denna namnbakgrund.

## Bebyggelse
Sågargatan var ursprungligen en brant backe som breddades och sänktes i början av 1900-talet. Bebyggelsen präglas idag av bostadshus som uppfördes mellan 1910- och 1930-talen. Byggnaden Sågargatan 6 (mittemot Lotsgatan) bär årtalet "1914" på fasaden och ritades av arkitekt David Sahlin. Det stora hörnhuset Sågargatan 10 / Åsögatan 191 i kvarteret Fyrtornet byggdes mellan 1903 och 1911 efter ritningar av arkitekt Gustaf Améen. I höjd med Åsögatan går Sågargatan genom en portik i bostadshuset från 1930, arkitekt Bocander & Cronvall. Hörnhuset Sågargatan / Bondegatan 61 gestaltades 1930 av arkitekt Carl Åkerblad.

### Kulturreservat
En uppfattning om gatans ursprungliga bebyggelse får man i kvarteren Utkiken och Tjärhovet större (Sågargatan 1-11) där en stor del av kulturhistorisk intressant bebyggelse från 1700-talet är bevarad vilken sedan 1956 ingår i kulturreservatet Åsöberget. De rödmålade trähusen vid hörnet Sågargatan 11 / Åsögatan 193 står på en tre meter hög klippa och illustrerar gatans tidigare höjdnivå. Den ursprungliga körporten från Sågargatan finns visserligen kvar men svävar långt över gatan och är obrukbar sedan gatan sprängdes ner. Tidigare fanns en trätrappa dit upp. Entréerna till samtliga hus (med undantag för Sågargatan 7) är numera från Skeppargränd. De pittoreska trähusen ägs och förvaltas av AB Stadsholmen.

## Bilder

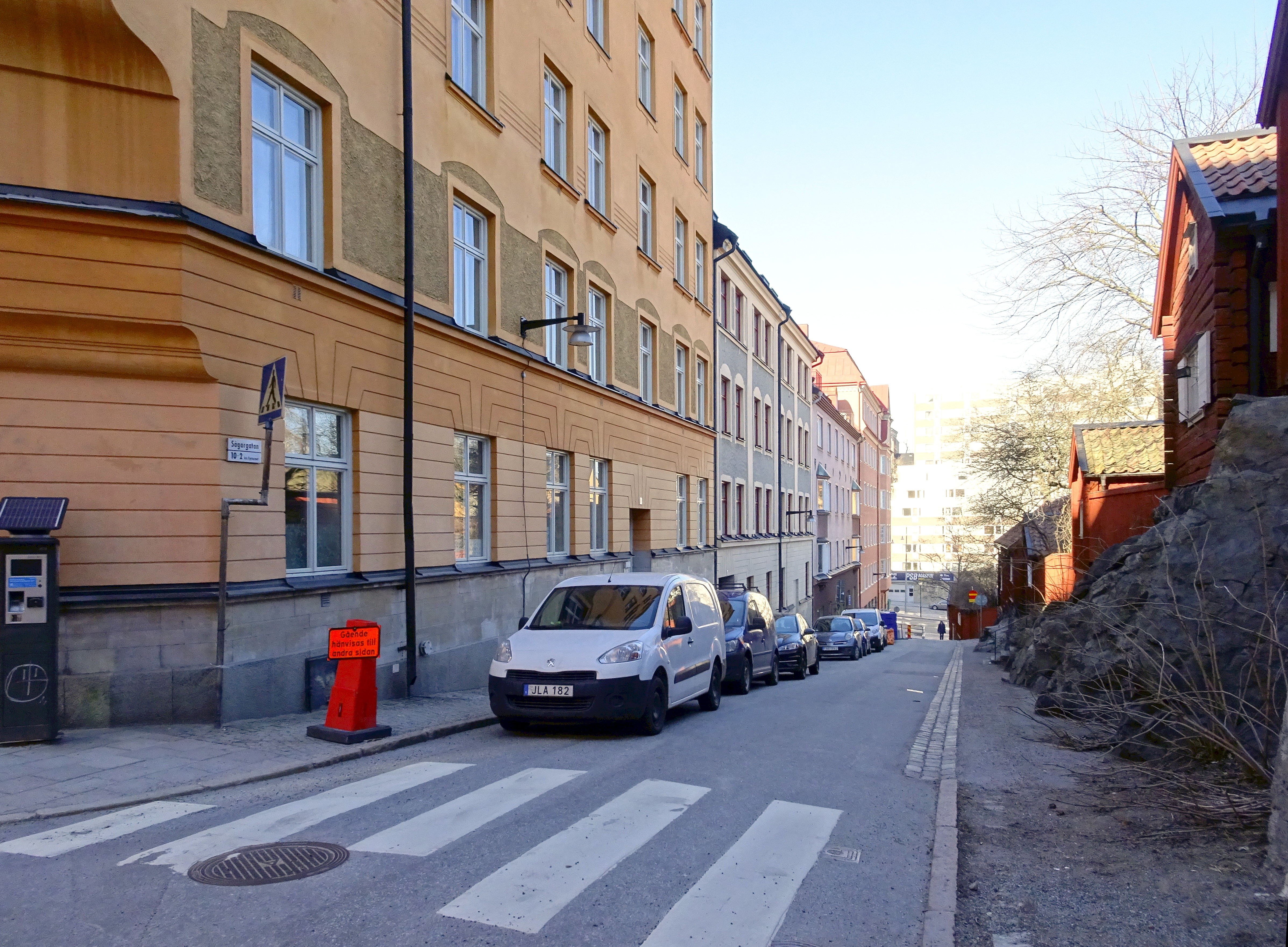
Sågargatan 10 (till vänster) norrut från Åsögatan.
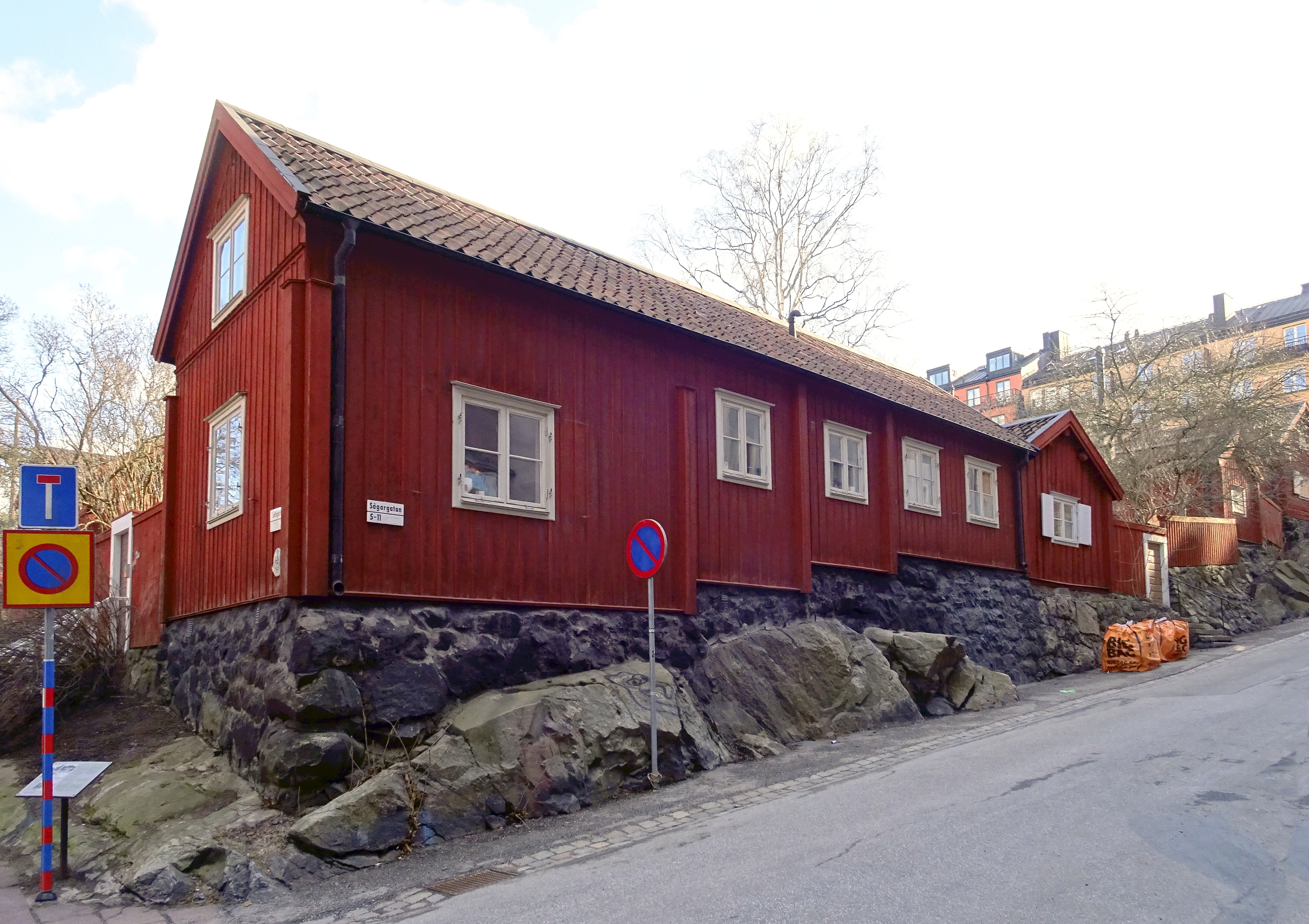
Sågargatan 5 söderut från Lotsgatan.
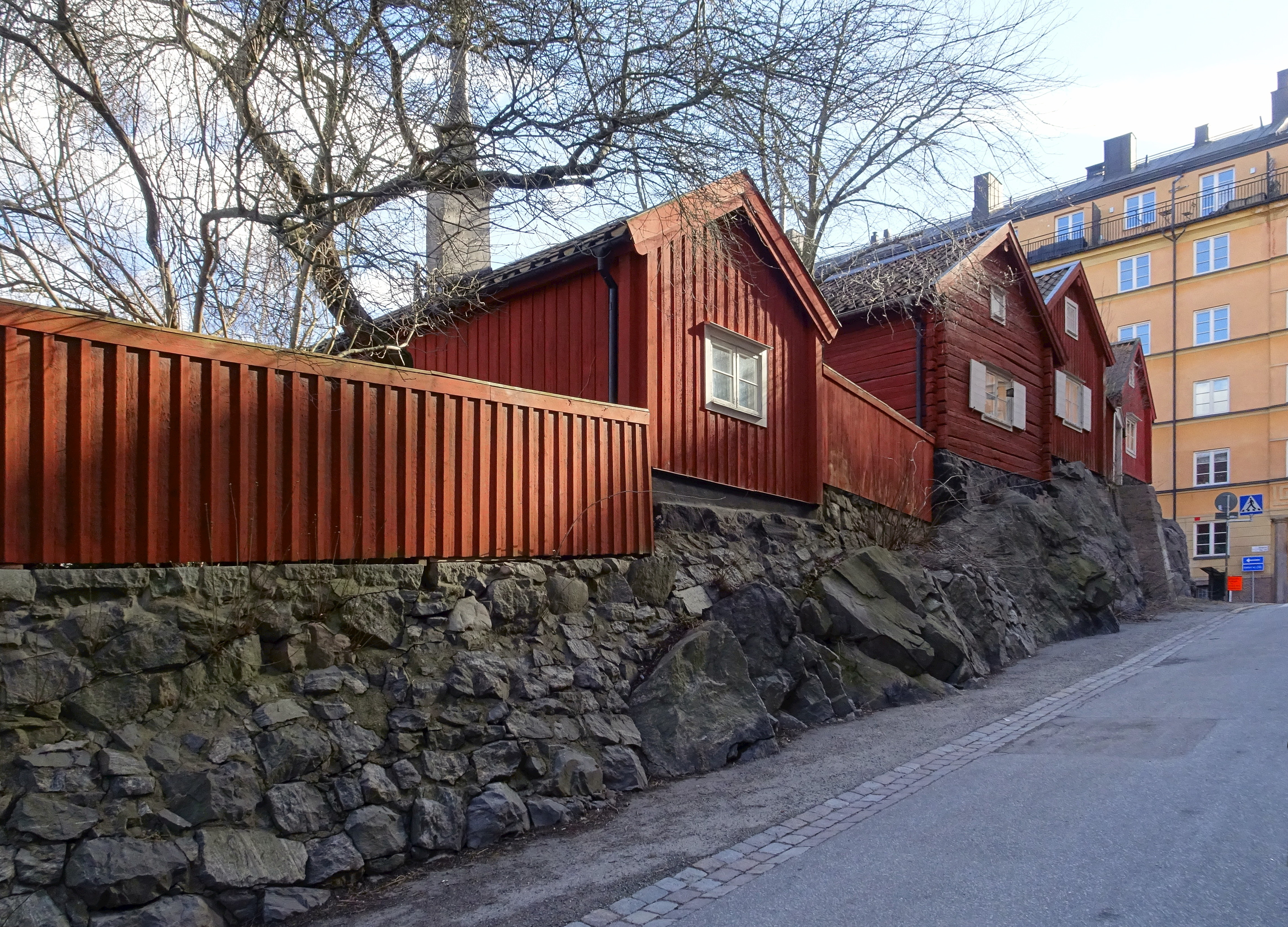
Sågargatan söderut mot Åsögatan.
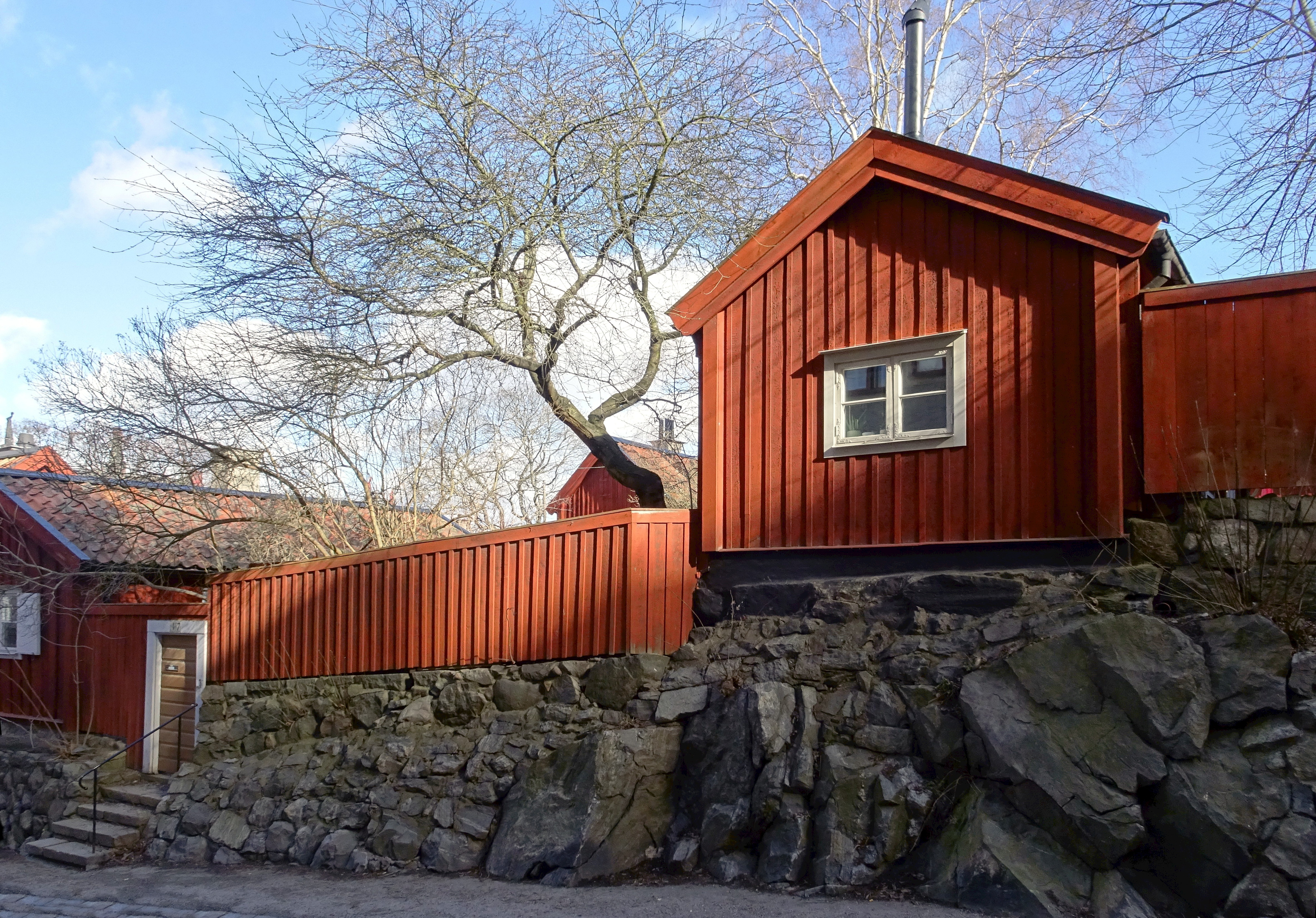
Sågargatan 7 har sin entré kvar.
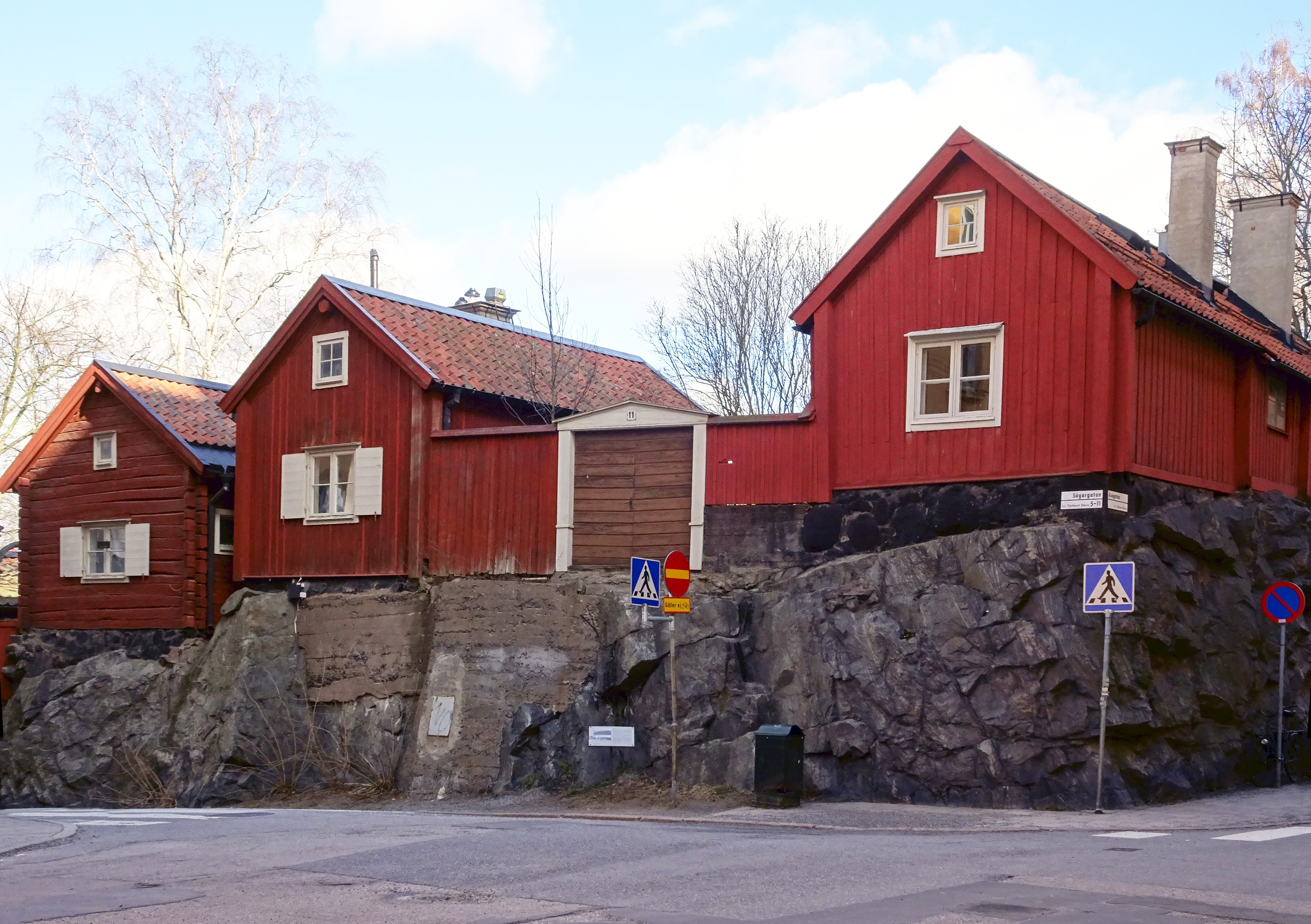
Hörnet Sågargatan 11 / Åsögatan.